# Phyllopodopsyllus gracilipes
Phyllopodopsyllus gracilipes is een eenoogkreeftjessoort uit de familie van de Tetragonicipitidae. De wetenschappelijke naam van de soort is voor het eerst geldig gepubliceerd in 1987 door Wells & Rao.